# Генеральний прокурор (Україна)
В Україні Генеральний прокурор є посадовою особою, що очолює єдину централізовану систему прокуратури України. Генеральний прокурор — найвища адміністративна посада власного Офісу (раніше — Генеральної прокуратури).
5 січня 2017 року набрав чинності закон, яким написання посади «Генеральний прокурор України» скорочене до «Генеральний прокурор».

## Засади статусу
Генеральний прокурор України призначається на посаду та звільняється з посади Президентом України за згодою Верховної Ради України (стаття 1311 Конституції України). Верховна Рада України може висловити недовіру Генеральному прокуророві України, що має наслідком його відставку з посади.
Генеральний прокурор України звільняється з посади також у разі:
1. закінчення строку, на який його призначено;
2. неможливості виконувати свої повноваження за станом здоров'я;
3. порушення вимог щодо несумісності;
4. набрання законної сили обвинувальним вироком щодо нього;
5. припинення його громадянства;
6. подання заяви про звільнення з посади за власним бажанням;
7. з інших підстав[2].

Генеральний прокурор України не менш як один раз на рік інформує Верховну Раду України про стан законності.
Строк повноважень Генерального прокурора України — шість років. Цей строк, як зазначив Конституційний Суд України у своєму рішенні, є однією з гарантій незалежності Генерального прокурора. Метою законодавчого закріплення безперервного строку повноважень прокурорів є запобігання сторонньому безпідставному втручанню в їхню роботу, унеможливлення незаконного звільнення з посади та виключення інших протиправних впливів.
«Генеральний прокурор України є як вищою посадовою особою правоохоронного відомства, так і політичним діячем. Тому поряд з юридичною відповідальністю за свої акти, дії та бездіяльність він несе перед Верховною Радою України за стан справ у відомстві ще й конституційно-політичну відповідальність, яка може настати після висловлення парламентом недовіри, що має наслідком відставку Генерального прокурора України з посади. Сьогодні посада Генерального прокурора України виражає конституційний компроміс між цими двома ролями…».

## Повноваження
Згідно зі статтею 9 Закону України «Про прокуратуру», прийнятого 14.10.2014 р. і чинного з 15.07.2015 р., Генеральний прокурор України:
1. представляє прокуратуру у зносинах з органами державної влади, іншими державними органами, органами місцевого самоврядування, особами, установами та організаціями, а також прокуратурами інших держав та міжнародними організаціями;
2. організовує діяльність органів прокуратури України, у тому числі визначає межі повноважень Генеральної прокуратури України, регіональної та місцевих прокуратур в частині виконання конституційних функцій;
3. призначає прокурорів на адміністративні посади та звільняє їх з адміністративних посад;
4. на підставі рішення Кваліфікаційно-дисциплінарної комісії прокурорів приймає рішення про застосування до прокурора дисциплінарного стягнення або щодо неможливості подальшого перебування прокурора на посаді;
5. затверджує акти з питань щодо організації діяльності органів прокуратури;
6. затверджує загальні методичні рекомендації для прокурорів з метою забезпечення однакового застосування норм законодавства України під час здійснення прокурорської діяльності;
7. виконує інші повноваження, передбачені законами України.

Генеральний прокурор України видає накази з питань, що належать до його адміністративних повноважень. Вони можуть як бути, так і не бути нормативно-правовими актами.
У разі відсутності Генерального прокурора його повноваження здійснює перший заступник, а в разі відсутності першого заступника — один із заступників.

## Цікаві факти
У період головування в прокуратурі Юрія Луценка (12 травня 2016 — 29 серпня 2019 років) до законодавства були внесені зміни, що дозволяли йому обіймати цю посаду без вищої юридичної освіти.